# 이축
이축은 건축물을 옮겨 세우는 것이다.
해체 후 재조립과 통째로 들어서 옮기는 방식이 있다. 통째로 들어서 옮기는 원형이축의 사례로 구산성당이 있다. 구산성당은 근대 건축물이 처음으로 원형 이축된 사례이다.

## 같이 보기
- 로이즈 빌딩
- 분류:이축한 건축물